# Акарыс
Акарыс (каз. Ақарыс, до 1999 г. — Кызыл Октябрь) — село в Сайрамском районе Туркестанской области Казахстана. Входит в состав Кутарысского сельского округа. Находится примерно в 30 км к северо-западу от районного центра, села Аксукент. Код КАТО — 515263300.

## Население
В 1999 году население села составляло 1362 человека (672 мужчины и 690 женщин). По данным переписи 2009 года, в селе проживало 1520 человек (760 мужчин и 760 женщин).